# HD116235
HD116235 — хімічно пекулярна зоря спектрального класу A2, що має видиму зоряну величину в смузі V приблизно  5,9.
Вона  розташована на відстані близько 207,7 світлових років від Сонця.

## Фізичні характеристики
Зоря HD116235 обертається 
порівняно повільно 
навколо своєї осі. Проєкція її екваторіальної швидкості на промінь зору становить  Vsin(i)= 26км/сек.